# Ethmorhynchus anophtalmus
Ethmorhynchus anophtalmus är en plattmaskart som beskrevs av Meixner 1938. Ethmorhynchus anophtalmus ingår i släktet Ethmorhynchus och familjen Cicerinidae. Inga underarter finns listade i Catalogue of Life.